# Рио Салсо-Казе Бернарди (Пезаро и Урбино)
Рио Салсо-Казе Бернарди (итал. Rio Salso-Case Bernardi) је насеље у Италији у округу Пезаро и Урбино, региону Марке.
Према процени из 2011. у насељу је живело 1425 становника. Насеље се налази на надморској висини од 82 м.